# The Jimi Hendrix Concerts
 (7 août 2025).
Albums de Jimi Hendrix
Nine to the Universe
(1980) Jimi Plays Monterey
(1986)
The Jimi Hendrix Concerts est un album de Jimi Hendrix sorti en août 1982.

## Excellent recueil
Dans le monde du rock, les albums live se vendent en général moins bien que les albums studio car ils présentent la plupart du temps des titres déjà connus du public, souvent dans des versions inférieures. Mais le cas de Jimi Hendrix présente toutefois des spécificités que les autres artistes rock ne partagent que très rarement. En effet, la capacité de Jimi Hendrix à improviser est telle qu'il n'est pas inintéressant d'écouter certains de ses titres dans des versions jouées à quelques heures d'intervalle. Il va sans dire que Red House et Hear My Train A Comin' se prêtent mieux à ce type d'exercice que Lover Man ou Fire car la part d'improvisation est généralement inversement proportionnelle à la rigueur des arrangements. En outre, Hendrix arrivait à transcender Live certains titres studio pourtant très aboutis, rendant là encore l'écoute de ses concerts passionnante.
A un bémol près tout de même : les performances de Hendrix sont souvent inégales. Les mauvais concerts comptent ainsi de véritables perles et les grands concerts des passages à vide. 
Dans ces conditions, produire un Live de Jimi Hendrix à partir de différents concerts se justifie aisément : c'était d'ailleurs le cas de Hendrix in the West (1972), alors unanimement salué comme étant le meilleur Live du guitariste. En 1982, relativement peu de matériel était alors disponible officiellement : la moitié du concert de Monterey (1967) ainsi que les moments forts du festival de Woodstock étaient déjà sortis du vivant de Hendrix (une autre face sera publiée sur Woodstock II après sa mort), Hendrix in the West et l'épouvantable Isle of Wight, quelques titres sur la bande originale du film Jimi Hendrix, de même que des albums semi-officiels consacrés au Royal Albert Hall (mais avec une qualité sonore loin d'être irréprochable, et montés en dépit du bon sens) et la jam avec Jim Morrison.
En publiant The Jimi Hendrix Concerts, Alan Douglas reprenait la formule de Hendrix in the West et frappait très fort : le double album était peut-être encore plus réussi que son illustre prédécesseur. Après le choc de Crash Landing et de Midnight Lightning, Douglas retrouvait avec ces deux galettes une crédibilité qui semblait pourtant à jamais ternie.
Le travail de Douglas garde toutefois certaines spécificités qui lui sont propres, et qui risquent à long terme de relativiser le succès de l'entreprise : le mixage opéré par Douglas se veut résolument moderne, et le Live sonne comme si les extraits dataient du début des années 1980 et non des années 1960. Il a en outre charcuté certains titres, supprimant les passages qu'il jugeait plus faibles, et même réussi l'exploit de mixer Are You Experienced et Voodoo Chile (Slight Return) de telle manière qu'on se rende à peine compte que la guitare de Jimi Hendrix est désaccordée. Le plus gros reproche pourrait concerner les trois blues lents, où sa propension à rajouter de la réverbe est loin de servir un style qui supporte difficilement les procédés de ce genre : les versions mixées à plat sont de l'avis de beaucoup d'amateurs nettement plus réussies. 
Le débat reste ouvert sur les titres comme Little Wing, où on peut reconnaître certaines vertus au travail de Douglas.
Le matériel provient majoritairement de la série de six concerts donnés au Winterland par The Jimi Hendrix Experience en 1968. Mais sont aussi à l'honneur les concerts du Royal Albert Hall et de San Diego pour 1969, et de Berkeley et Randall's Island pour 1970 (avec Billy Cox à la basse pour ces deux derniers). Seul Bleeding Heart, extrait du concert du Royal Albert Hall avait déjà été publié auparavant. Son inclusion (avec Stone Free) souleva de nouveaux problèmes juridiques, mais c'est un classique avec Jimi Hendrix.
Reconnaissons une autre qualité au mixage de Douglas : le tout est très cohérent, et l'auditeur a véritablement le sentiment d'assister à un seul et même concert, ce qui n'allait pas de soi au regard des extraits choisis. Saluons enfin le sens critique de Douglas : il retient (presque) systématiquement les meilleures prises.

## Titres
Face 1
1. Fire (Winterland, San Francisco, 12 octobre 1968, premier concert)
2. I Don't Live Today (San Diego, 24 mai 1969)
3. Red House (New York, 17 juillet 1970)

Face 2
1. Stone Free (Royal Albert Hall, Londres, 4 février 1969)
2. Are You Experienced? (Winterland, San Francisco, 10 octobre 1968, premier concert)

Face 3
1. Little Wing (Winterland, San Francisco, 12 octobre 1968, second concert)
2. Voodoo Child (Slight Return) (Winterland, San Francisco, 10 octobre 1968, premier concert)
3. Bleeding Heart (Blues in C sharp) (Royal Albert Hall, Londres, 4 février 1969)

Face 4
1. Hey Joe (Berkeley, 5 mai 1970)
2. Wild Thing (Winterland, San Francisco, 12 octobre 1968, premier concert)
3. Hear My Train A Comin' (Gettin' My Heart Back Together Again) (Winterland, San Francisco, 10 octobre 1968, second concert)

## Musiciens
- Jimi Hendrix – Guitare, chant
- Noel Redding - Basse et seconde voix sauf indication contraire
- Billy Cox - Basse sur Red House et Hey Joe
- Mitch Mitchell - Batterie